# II Brygada Piechoty Legionów
II Brygada Piechoty Legionów (II BP Leg.) – brygada piechoty Wojska Polskiego II RP.
II BP Leg. sformowana została w 1919 roku (?), w składzie 2 Dywizji Piechoty Legionów.
W 1921 roku dowództwo II BP Leg. przeformowane zostało w dowództwo piechoty dywizyjnej lub rozformowane(?), a oba pułki podporządkowane zostały bezpośrednio dowódcy 2 DP Leg.

## Walki brygady
W ostatnich dniach lipca 1920 linię Bugu w rejonie Mielnika obsadzały pododdziały grupy gen. Zdzisława Kosteckiego w składzie: zbiorczy szwadron 10 pułku ułanów i trzy kompanie marszowe 22. i 37 pułku piechoty, a mostu na Bugu bronił I/62 pułku piechoty z działonem 8/15 pułku artylerii polowej. Przez most w Mielniku przeszły też pododdziały II Brygady Piechoty Legionów.
Część brygady wzmocniła obronę I rzutu na Bugu, a pozostałość stanowiła odwód ześrodkowany w rejonie Mierzwie - Mielnik. 
W tym czasie na Mielnik maszerowała sowiecka 17 Dywizja Strzelców. Jej 51 Brygada Strzelców 1 sierpnia sforsowała Bug w rejonie Niemirowa i odrzuciła na zachód kompanie marszowe 22 i 37 pułku piechoty. 50 Brygada Strzelców uchwyciła nieuszkodzony most na Bugu pod Mielnikiem i zajęła Zabuże. Stąd jej 150 pułk strzelców zaatakował Hołowczyce a 149 ps Serpelice. 
Przeciwko tym siłom polskie dowództwo skierowało dwa odwodowe bataliony 3 pułku piechoty Legionów, każdy o potencjale bojowym słabej kompanii piechoty. Po krótkiej walce zostały one zmuszone do powrotu do Mierzwi Starych. Z rejonu Mierzwi Nowych atakował bez powodzenia III/2 pp Leg.
Po południu ruszyło kolejne polskie natarcie na Mielnik. Wykonywał je osłabiony II/62 pp i pozostałości I/62 wspierane przez szwadron zbiorczy i kompanie marszowe. Po trzech godzinach walki oddział uderzeniowy opanował linię Bugu. Jednak Sowieci dokonali głębokiego obejścia, a 149 pułk strzelców zdobył Serpelice i zaczął obchodzić skrzydło szwadronu zbiorczego. Ostatecznie oddziały polskie wycofały się do Horoszek Wielkich i Hołowczyc. Sowieci utrzymali się na lewym brzegu Bugu, a do wieczora osiągnęli linię Hołowczyce - Horoszki Wielkie i Małe - Buczyce Nowe i Stare.
2 sierpnia do natarcia przystąpiła grupa płk. Tadeusza Gałeckiego. Mielnik atakowały dwa bataliony pułku aeronautycznego wspierane ogniem  plutonu 8/15 pap. Bataliony przed zmrokiem osiągnęły Hołowczyce. W międzyczasie pozostawione w Platerowie II batalion pułku aeronautycznego oraz batalion alarmowy 128 pułku piechoty wyparły za Bug w okolicach Buszek 242 pułk. 
3 sierpnia walczono o utrzymanie linii Bugu. W oddziałach polskich brakowało koordynacji działań. 4 sierpnia oddziały grupy gen. Kosteckiego ponownie uderzyły w rejonie Zabuża na oddziały 50 Brygady Strzelców. Natarcie prowadzone było mało energicznie i przeciwnik zdołał utrzymać się na lewym brzegu Bugu.

### Mapy walk brygady

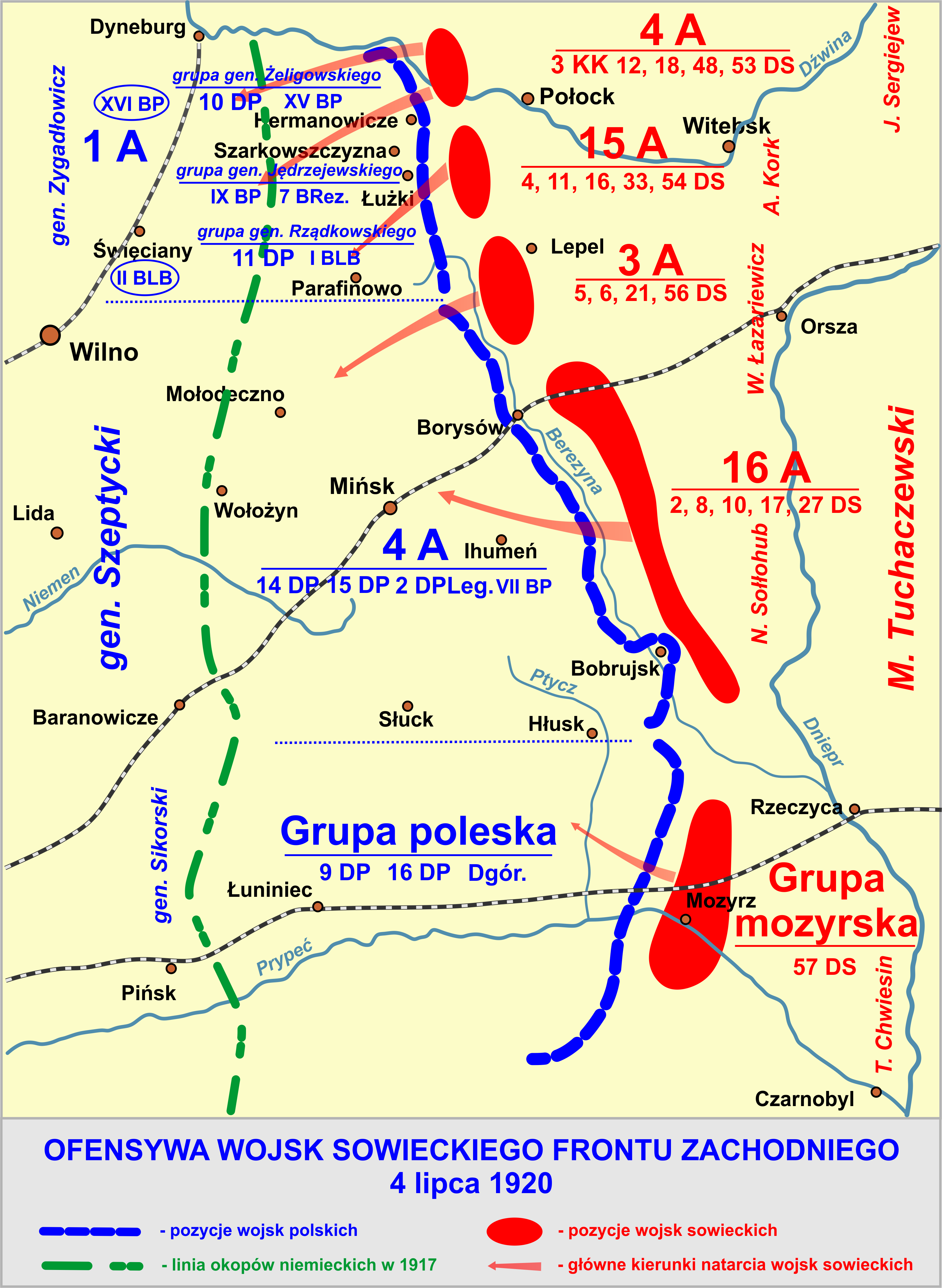
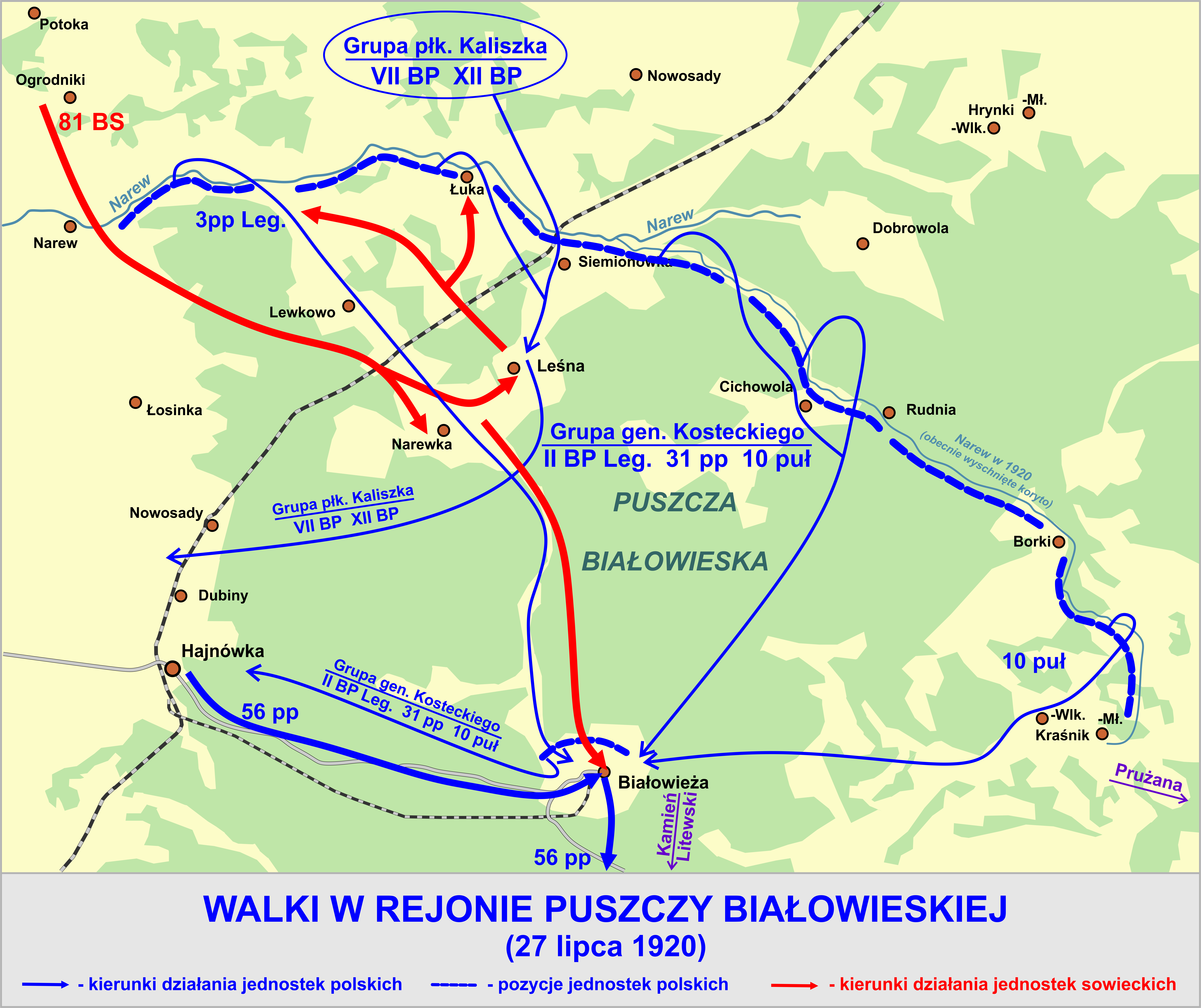
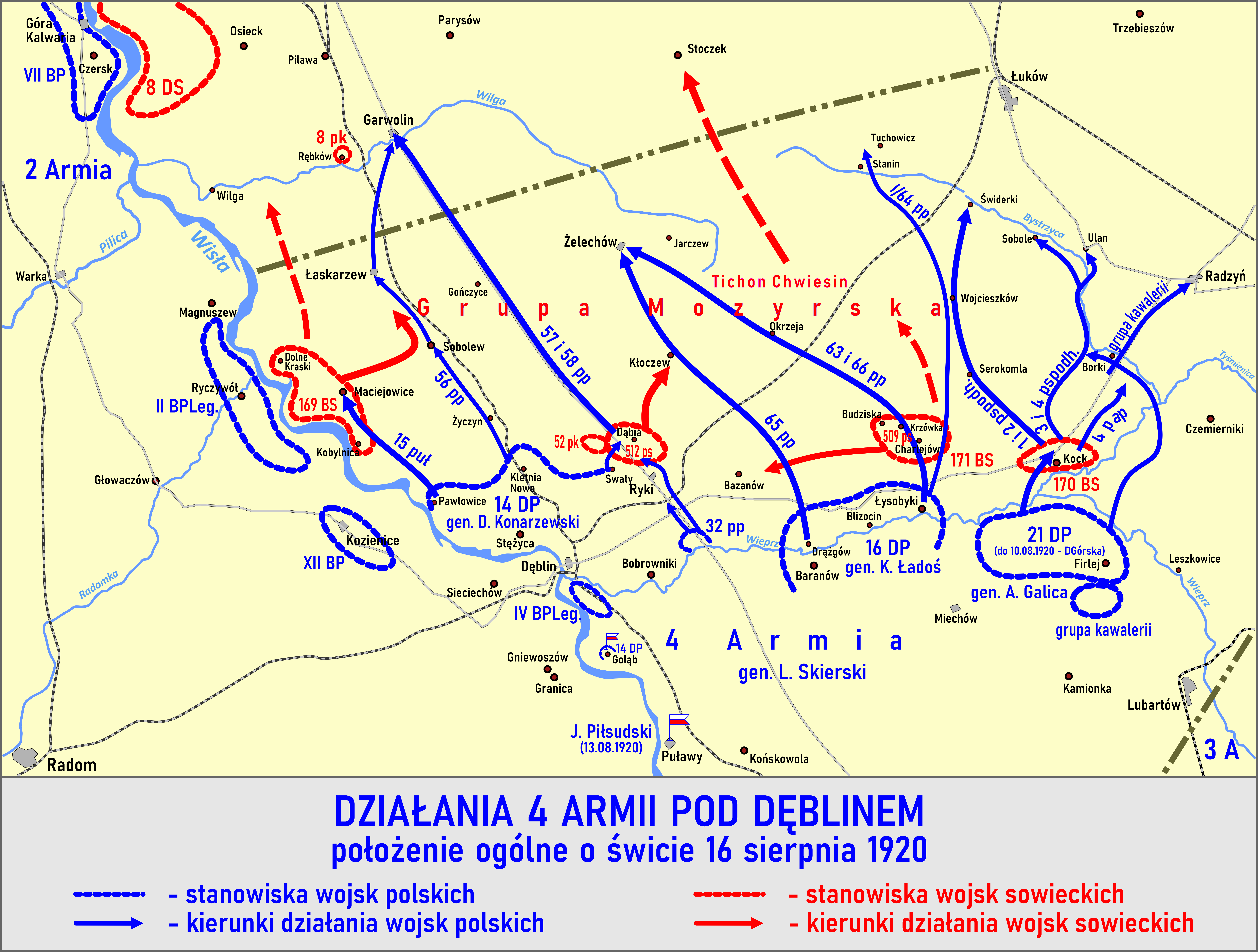
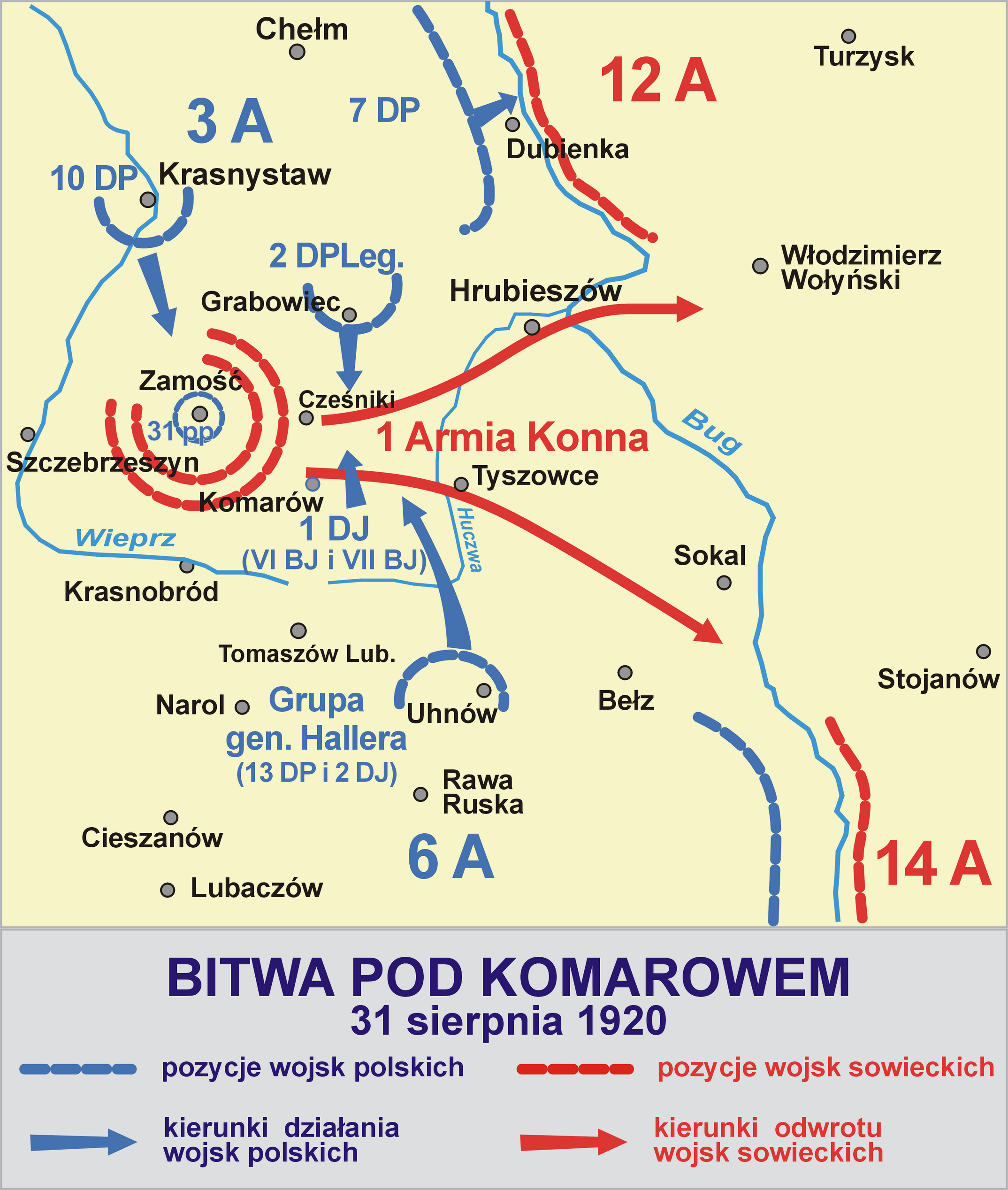
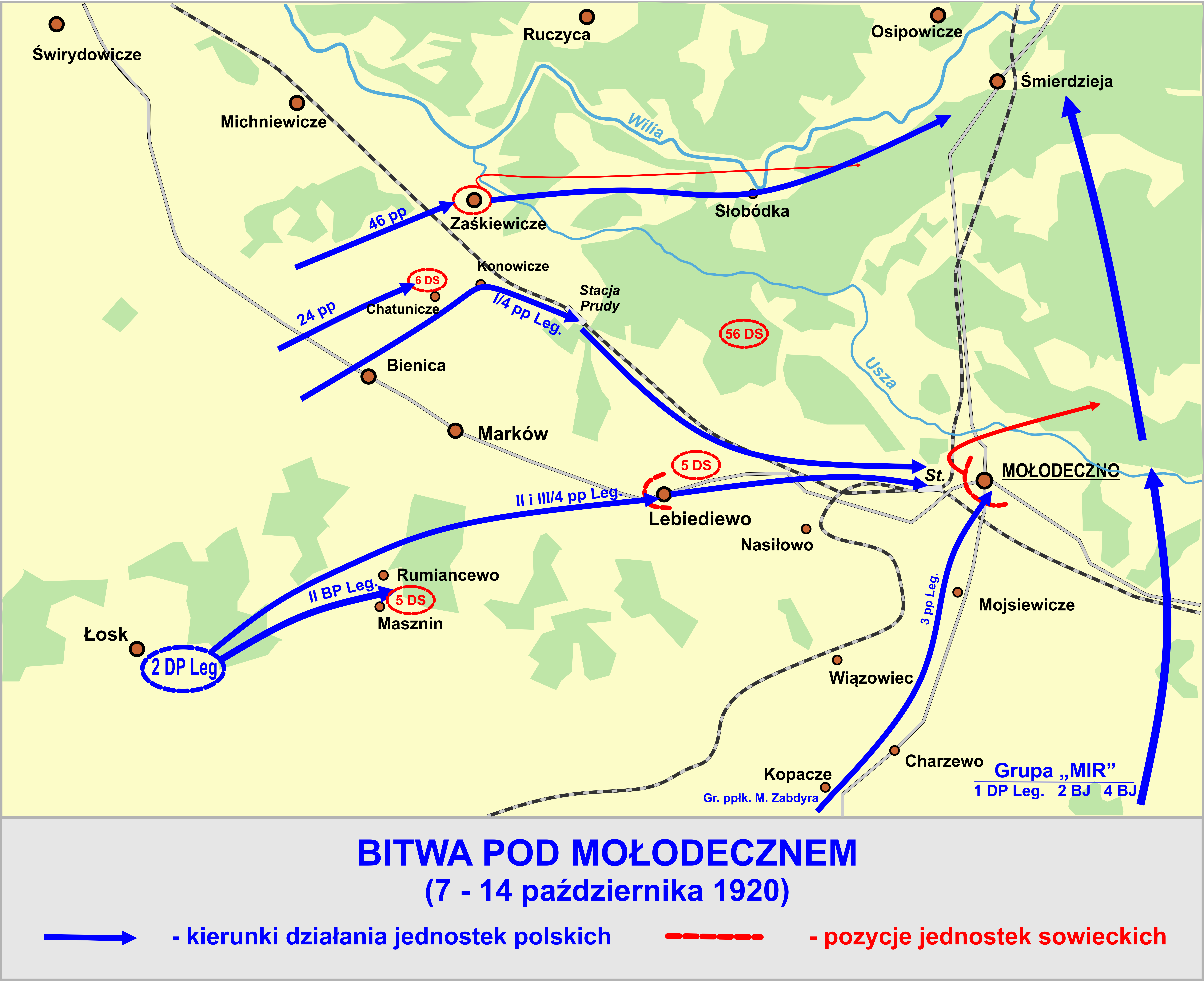

## Dowódcy brygady
- ppłk Ferdynand Zarzycki (20 VII - 24 IX)
- płk Michał Żymierski (od 11 XI 1919[3])
- płk Stanisław Tessaro (VII 1920 -)

## Organizacja
- dowództwo II Brygady Piechoty Legionów
- 2 pułk piechoty Legionów
- 3 pułk piechoty Legionów